# Marie Kyselková
Marie Kyselková, née le 20 août 1935 à Brno et morte le 21 janvier 2019 à Prague, est une mannequin et actrice tchécoslovaque puis tchèque.
Elle s'est fait connaître au cinéma dans le rôle de la princesse Lady dans le film de Martin Frič Princezna se zlatou hvězdou.

## Biographie
Marie Kyselková est la fille de l'architecte de Brno Mojmír Kyselka (1902-1974) et de Marie Kyselková, née Čápová. Sa grand-mère Františka Kyselková (cs) était ethnographe et collectionneuse de chansons folkloriques. Son frère Mojmír Kyselka Jr. (né en 1933) est également architecte comme leur père. Sa sœur cadette Zuzana Kyselková (née en 1945) est céramiste. 
Après des études à l'École secondaire de médecine de Brno, elle s'installe à Prague, où elle devient mannequin. C'est là qu'elle est remarquée par le réalisateur Jiří Sequens, qui lui confie un petit rôle dans son film Větrná hora en 1955. Elle se produit également comme actrice au Théâtre SK Neumann de Libeň (aujourd'hui le Divadlo pod Palmovkou (cs)). Suivent deux autres petits rôles au cinéma dans les films Bomba et Touha. Son rôle principal qui la rend célèbre, celui de la princesse Lady, dans le film Princezna se zlatou hvězdou, est incarné par hasard puisque de figurante, elle remplace in extremis sa collègue malade Miriam Hynková. Lors du tournage du conte, elle est enceinte de son fils Ondřej, né de son premier mari, l'acteur Petr Haničinec (cs), que Vladimír Menšík lui avait présenté en 1955. Son second mari est le dentiste Vladimír Demek, de 12 ans son cadet, avec qui elle a eu deux filles, Alžběta et Žofia,. 
Après ce dernier film, elle se consacre à sa famille et à l'éducation de ses trois enfants, et ne reprend jamais le cinéma. Ce n'est qu'en 1961 qu'elle joue dans trois épisodes de la série Tři chlapi v chalupě (cs),,. Elle est également membre de la troupe du Théâtre SK Neumann (jusqu'en 1961), apparait également dans la pièce Pilsen Alfa et, de 1961 à 1964, travaille dans la troupe artistique du ministère de l'Intérieur,. Par la suite, elle cesse de se consacrer au métier d'actrice. En 2008, elle apparait dans un documentaire sur Petr Haničinec, tiré de la série Příběhy slavných (Histoires des célébrités). À partir de la fin des années 1990, elle travaille pendant 15 ans comme concierge dans les dortoirs de Strahov à Prague.
Elle meurt à l'âge de 83 ans en janvier 2019. Elle a été retrouvée dans son appartement le 21 janvier 2019 par l'acteur Ivo Niederle (cs), qui vivait dans la même maison et était son ami. Elle est inhumée dans la tombe familiale au cimetière central de Brno.

## Filmographie
Cinéma
- 1955 : Větrná hora de Jiří Sequens :  Anička Šafránková
- 1957 : Bomba de Jaroslav Balík : Lída Sejková
- 1958 : Touha de Vojtěch Jasný : une infirmière
- 1959 : Princezna se zlatou hvězdou de Martin Frič : la princesse Lada

Télévision
- 1961 : Tři chlapi v chalupě : Božena Kacířová (3 épisodes)

## Crédit d'auteurs
- (cs) Cet article est partiellement ou en totalité issu de l’article de Wikipédia en tchèque intitulé « Marie Kyselková » (voir la liste des auteurs).